# Yar (cours d'eau breton)
Pour les articles homonymes, voir YAR.
Le Yar (poule en breton) est un fleuve côtier d'une vingtaine de kilomètres de long dans le Trégor, en Bretagne, remarquable par les ilots qu'il forme. Il rejoint la Manche au niveau de Plestin-les-Grèves. Son bassin versant, d'une étendue de 61 km2, comprend l'étang du Moulin Neuf, zone Natura 2000.

## Parcours
Prenant sa source au nord de Guerlesquin, le Yar parcourt un kilomètre à peine avant de former l'étang du Moulin Neuf sur la commune de Plounérin.

### Description ancienne
Le Yar, dit aussi "Pont-ar-Yar" est ainsi décrit en 1890 : il coule généralement vers le Nord, et remplit, à l'Ouest de Plounérin, l'étang de Lesmoal, dit aussi étang du Moulin Neuf, situé à 179 mètres d'altitude et d'une trentaine d'hectares de superficie, et il était décrit comme « fort poissonneux » et faisait alors tourner cinq moulins. De nos jours, l'étang n'est plus permanent.

### Étang du Moulin Neuf
Cet étang de 45 hectares, propriété de Lannion-Trégor Communauté, a été choisi pour faire partie du réseau Natura 2000 en raison de ses richesses faunistiques et floristiques : on peut citer la présence de la loutre, de la chauve-souris, et même de la droséra. Différents systèmes de protection (comme les passages canadiens) sont mis en place tout autour de l'étang, dont les abords sont entretenus par des chevaux camarguais, et un sentier en fait le tour pour les promeneurs, qui disposent également d'un observatoire à oiseaux.

### De l'étang à la baie de Lannion
Le Yar s'échappe de l'étang sous la RN12, laisse Plounérin-Gare sur sa droite et devient alors la frontière entre Plounérin et Plufur (où il passe au pied de la chapelle Saint-Nicolas), puis Plufur et Trémel. Il reçoit alors le Dour Elego, son unique affluent, sur sa rive droite et descend vers la mer entre Tréduder et Plestin. Dans ces derniers kilomètres se créent dans son lit de nombreux ilots. Près de la Lieue de Grève, où le Yar se jette, la station de captage d'eau moderne, exploitée par Lannion-Trégor Communauté, côtoie d'anciens moulins rénovés. À partir de là, les rives du fleuve sont enrochées et il arrive enfin à la mer au lieu-dit Pont-ar-Yar, entre le Grand Rocher et l'embouchure du Roscoat.

## Dour Elego
Le Dour Elego est l'unique affluent du Yar. Ce ruisseau, qui coule au pied du château de Rosanbo marque la frontière entre Plufur et Tréduder. Il prend sa source près de Plounérin-Gare.

## Pollution
La qualité des eaux du Yar est surveillée par les autorités et les associations écologistes depuis l'apparition des algues vertes dans la baie de Lannion.
Le vendredi 26 septembre 2014, à la suite d'un accident lors d'un approvisionnement, une centaine de litres de chlore s'est déversée dans le Yar. Cette pollution ayant eu lieu en aval du point de captage d'eau, la qualité de celle-ci n'a pas été affectée. Néanmoins, une soixantaine de poissons (truites farios et truites saumonées) sont morts à la suite de l'incident.

## Pêche
Le Yar est une moyenne rivière (de 3 à 5 mètres de large). C'est le paradis pour la truite et le saumon atlantique en partie basse. On y trouve aussi des anguilles. Sur la partie haute, au niveau de Plounérin, la truite se fait rare et laisse place au poisson blanc. Ce cours d'eau est classé « cours d'eau migrateurs ». Leur pêche est donc soumise à une gestion des stocks par TAC (totaux autorisés de captures). Toutes les modalités sont disponibles sur l'arrêté préfectoral en vigueur.
L'étang du Moulin Neuf est un lieu de pêche de gardons et brochets très prisé.